# رجاز
رجاز(بالإنجليزية: Rajaz)‏هو الألبوم الثالث عشر من إنتاج فرقة كاميل، الذي صدر في عام 1999 واستوحت كلمات الألبوم المسجل بنفس العام من إيقاع خطى الجمال في الصحراء العربية. ويعتبره العديد من المعجبين بمثابة عودة إلى الجذور الموسيقية لفرقة كاميل في السبعينيات.

## عن فرقة كاميل
فرقة كاميل (Camel) هي فرقة روك بروجريسيف إنجليزية تشكلت في غلدفورد ساري، في عام 1971. بقيادة عازف الجيتار المؤسس أندرو لاتيمر، أنتجوا أربعة عشر ألبوم استوديو أصلي وأربعة عشر أغنية فردية، بالإضافة إلى العديد من الألبومات الحية وأقراص DVD. دون تحقيق شعبية جماهيرية، اكتسبت الفرقة أكثر معجبيها ومتابعيها في السبعينيات من خلال الألبومات الآتية:
- ميراج بعام 1974
- The Snow Goose بعام 1975
- Moonmadness بعام 1976

وبعد أن انتهوا من موسيقى البانك روك، انتقلوا إلى اتجاه تجاري أكثر روعة، لكن بعد ذلك تم وضعهم في فجوة لمدة سبع سنوات في منتصف الثمانينيات. ثم منذ عام 1991، كانت الفرقة مستقلة، وأصدرت ألبومات مثل:
- Dust and Dreams بعام 1991
- Harbour of Tears بعام 1996
- Rajaz بعام 1999

وعلى الرغم من عدم إصدار الفرقة لأي استوديو جديد منذ عام 2002، استمرت الفرقة في القيام بجولات عديدة بحيث أثرت موسيقاهم على الكثير من الفنانين اللاحقين، بما في ذلك Marillion وOpeth. وصف الصحفي الموسيقي مارك بليك عازفوا فرقة كاميل بقوله أنهم:«الأبطال العظماء المجهولون في موسيقى الروك بروجريسيف سبعينيات القرن الماضي».

### النمط الموسيقي للفرقة
وُصفت كاميل بأنها «فرقة موسيقى الروك السمفونية». غالبًا ما تكون موسيقى كاميل مفيدة، مع اللحن الأساسي، فهي تجمع بين عناصر من موسيقى الروك والبوب والجاز والبلوز والشعبية والكلاسيكية والإلكترونية. وهي أيضًا واحدة من العديد من الأعمال التي ارتبطت بمشهد كانتربري بسبب تشابه الصوت مع فرقة كارافان  وعضوية ريتشارد سينكلير في المجموعة لفترة من الوقت.
تم الاعتراف بالإبل كأحد المؤثرات الرئيسية على النوع الفرعي لموسيقى الروك التقدمية الجديدة التي ظهرت في الثمانينيات وأنتجت فرقة Marillion باعتبارها أنجح فرقها. قال المغني الرئيسي السابق لفرقة ماريليون «فيش» عن انطباعه الأول عن الفرقة: «اعتقدت أنهم يشبهون كاميل كثيرًا».
الأعضاء الفرقة الحاليون
- أندرو لاتيمر - جيتار، فلوت، مسجل، لوحات مفاتيح، إيقاع، غناء (1971–حتى الآن)
- كولين باس - جهير، غيتار أكوستيك، لوحات مفاتيح، غناء (1979–1981، 1984–حتى الآن)
- دينيس كليمنت - طبول، إيقاع، لوحات مفاتيح، جهير فريتس، مسجل (2000–حتى الآن)
- بيتر جونز - لوحات المفاتيح، وأجهزة المزج، والساكسفونات، والغناء (2016–حتى الآن)

## قائمة التشغيل لألبوم رجاز
1. "Three Wishes" (أندرو لاتيمر) - 6:58
2. «المفقودات» (سوزان هوفر، لاتيمر) - 5:38
3. «التزايد النهائي» (لاتيمر) - 8:07
4. «رجاز» (هوفر، لاتيمر) - 8:15
5. «صراخ» (هوفر، لاتيمر) - 5:15
6. «مستقيم إلى قلبي» (لاتيمر) - 6:23
7. «الصحراء» (لاتيمر) - 6:44
8. «لورانس» (هوفر، لاتيمر) - 10:46

## صُنّاع الألبوم
- أندرو لاتيمر - جيتار، غناء، فلوت، لوحات مفاتيح، إيقاع
- كولين باس - جيتار باس
- تون شيربنزيل - لوحات المفاتيح
- ديف ستيوارت - طبول، قرع

## موظفون إضافيون
باري فيليبس - التشيلو

## روابط خارجية
- "Camel - Rajaz (CD, Album) at Discogs". www.discogs.com. مؤرشف من الأصل في 2019-10-28. اطلع عليه بتاريخ 2009-08-31.
- "CAMEL Rajaz music reviews and MP3". www.progarchives.com. مؤرشف من الأصل في 2020-10-26. اطلع عليه بتاريخ 2009-08-31.Camel Productions،
- موقع كاميلالرسمي
- قائمة بعروض حفلات الهجن الحية
- أكبر قاعدة بيانات بفرقة كاميل في العالم
- سيرة كاميل من تأليف ستيفن توماس إرلوين، ومراجعات الألبومات والألبومات، وائتمانات وإصدارات في AllMusic.com
- رجاز التسجيلات من ديسكاغز.كوم
- سيرة كاميل، والأقراص، وائتمانات الألبوم ومراجعات المستخدم في ProgArchives.com
- سيتم الاستماع إلى ألبومات كاميل على شكل دفق في Play Spotify.com